# بالگردگاه هندرشاتس
بالگردگاه هندرشاتس (به انگلیسی: Hendershots Heliport) یک فرودگاه خصوصی است . این فرودگاه در کشور ایالات متحده آمریکا قرار دارد و در ارتفاع ۳۶۵ متری از سطح دریا واقع شده‌است.